# Cusuco Nemzeti Park
A Cusuco Nemzeti Park Honduras egyik nemzeti parkja, magterületének nagy része köderdő. Neve az övesállatok helyi elnevezéséből, a cusucóból származik, mivel régebben ilyen állatok igen nagy számban éltek itt.

## Elhelyezkedése
A nemzeti park Honduras északnyugati részén, Cortés és Santa Bárbara megyék területén, San Pedro Sula városától nyugatra fekszik egy 234,43 km²-es hegyvidéki, erdős területen, amelyből az 1700 méteres tengerszint feletti magasságban elhelyezkedő részek alkotják a magterületet. Legmagasabb pontja valamivel több mint 2200 méteres. A park két irányból közelíthető meg: egyrészt a guatemalai határtól a tengerpart felé vezető CA13-as útról a határ közelében, Corinto és Cuyamelito között délre letérve, illetve a Salvadort San Pedro Sulával összekötő CA4-es útról Quimistánnál északra letérve, majd Pinalejón áthaladva.

## Története
A terület sokáig szinte érintetlen volt, ám alacsonyabban fekvő részein a második világháború után egy amerikai cég fakitermelésebe kezdett. 1959-ben védetté nyilvánították az erdőt, ezért ez a tevékenység leállt, majd 1987-ben az országgyűlés 87–87-es számú rendelete alapján megkapta a nemzeti parki státuszt is.

## Élővilág

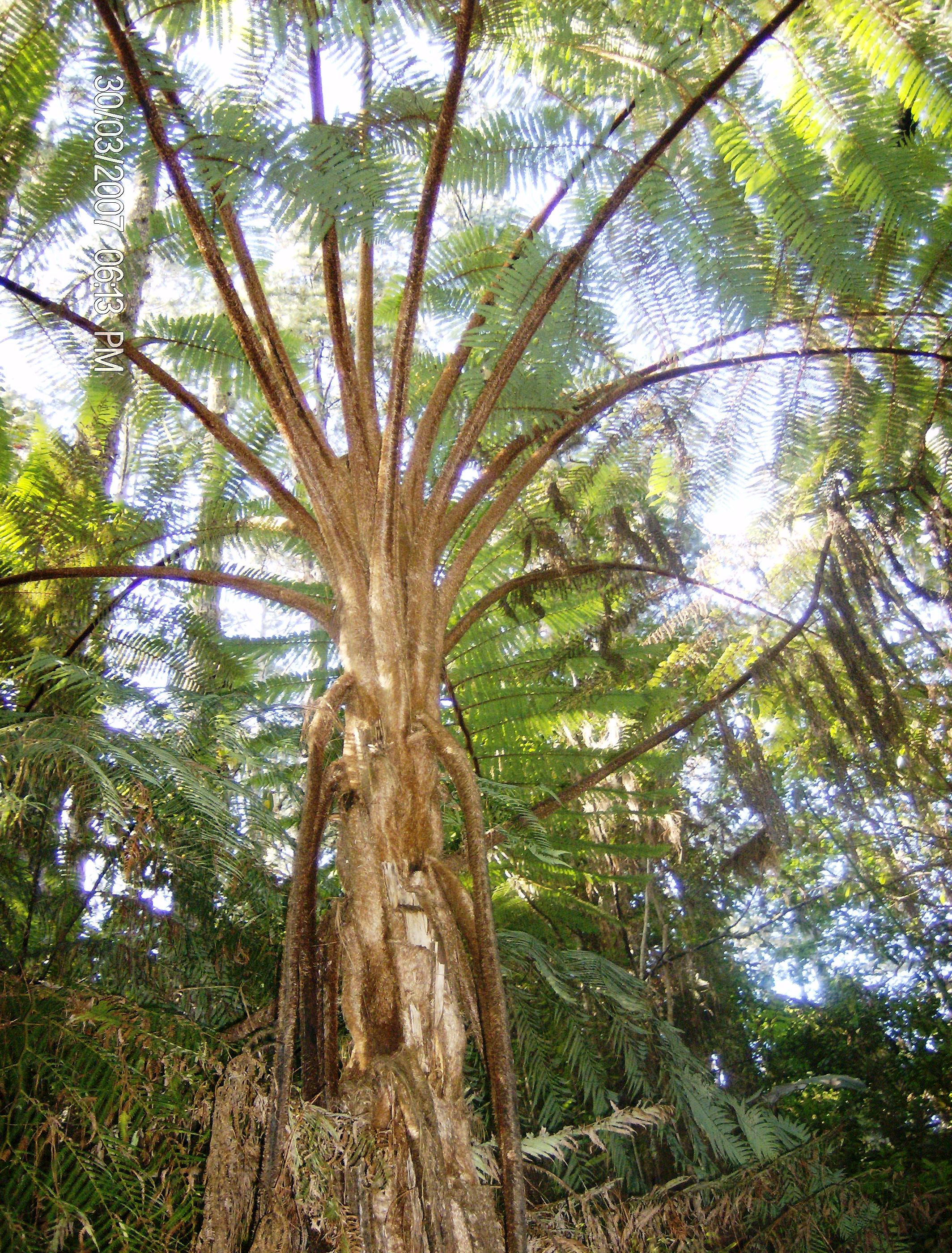
Fává nőtt páfrány a nemzeti parkban

A park alacsonyabban fekvő részeit fenyvesek borítják, ezek körülbelül 1300 méteres tengerszint feletti magasságig húzódnak fel, onnantól kezdve 1800 méterig lombos fák (tölgyek, ámbrafák) élnek, 1800 és 2000 méter között pedig a környékhez képest hűvösebb (akár naponta 12–14 °C-ig is lehűlő levegőjű) köderdők találhatók.
Állatvilága igen sokszínű. A hüllők közül megtalálható itt az igazi lándzsakígyó, több mérgessiklóféle és különböző gyíkok, a madarak közül például a kvézál és a Carduelis nem példányai, az emlősök közül pedig a jaguár, az oncilla, a fehérfarkú szarvas, egyfajta bőgőmajom, többféle rágcsáló, és több mint 50-féle denevér, köztük például a nagy nyúlszájú denevér.